# Scardia alleni
Scardia alleni är en fjärilsart som beskrevs av Robinson 1986. Scardia alleni ingår i släktet Scardia och familjen äkta malar.
Artens utbredningsområde är Brunei. Inga underarter finns listade.